# Thác Tình Yêu
Thác Tình Yêu là một thắng cảnh tại khu du lịch Sa Pa, tỉnh Lào Cai. Thác nằm trên địa bàn của xã San Sả Hồ, cách trung tâm thị xã Sa Pa khoảng 14 km về hướng tây nam và cách đèo Ô Quy Hồ chừng 3 km theo đường thẳng. Thác Tình Yêu đồng thời cũng là điểm bắt đầu của hành trình Du lịch leo núi chinh phục đỉnh Fansipan, là đỉnh núi cao nhất Việt Nam.
Thác Tình yêu có độ cao tương đối gần 100m và có độ cao tuyệt đối gần 1800m so với mực nước biển. Thác nằm trên dòng suối Vàng, bắt nguồn từ đỉnh Fansipan, chảy qua nền địa hình cao, dốc. Nhìn từ xa, dòng thác giống hình một chiếc nón, hai bên rìa thác là một thảm thực vật rừng xanh tốt. Thác Tình Yêu nằm trong vùng lõi Vườn quốc gia Hoàng Liên và là một địa điểm mới được đưa vào khai thác du lịch.
Tên gọi "thác Tình Yêu" bắt nguồn từ một truyền thuyết về câu chuyện tình giữa chàng tiều phu Ô Qui Hồ- người con trai cả của thần núi ngự trị trên dãy Ai Lao và nàng tiên thứ bảy. Thác đổ xuống tạo thành một bồn tắm thiên nhiên và trong truyền thuyết, các nàng tiên đã chọn nơi đây làm bến tắm và mải mê chơi đùa cho đến khi mặt trời đã xuống núi mới bay về trời.